# Confederació Llibertat i Independència
La Confederació Llibertat i Independència (en polonès: Konfederacja Wolność i Niepodległość), sovint escurçada com a Confederació (Konfederacja), és una aliança política d'extrema dreta a Polònia.

## Història
Dos partits polítics d'ultradreta polonesa, KORWiN i Moviment Nacional, van anunciar a finals de 2018 que havien decidit presentar-se junts a les eleccions al Parlament Europeu del següent any. A principis de 2019, la Corona i Efectiu van afegir-se a l'aliança, coneguda inicialment com a Coalició Pro-Polonesa. A finals de febrer de 2019, es va canviar a Konfederacja Korwin Braun Liroy Narodowcy, unint els noms dels partits o líders de cada facció. En els mesos immediatament posteriors, d'altres partits minoritaris d'extrema dreta es van unir a la coalició, com la Federació per la República o el Partit dels Conductors.
A les eleccions europees de maig, l'aliança va aconseguir el 4,55% dels vots, insuficients per aconseguir superar el llindar del 5%. Com a conseqüència, es produiria un cisma intern, abandonant alguns dels partits que en formaven part com Efectiu, la Federació per la República de Polònia o entitats vinculades com Fundació Vida i Família. Tanmateix, a les eleccions legislatives del mateix any, la coalició obtindria el 6,81% dels vots i 11 escons, consolidant l'estructura.
Per a les eleccions presidencials de 2020, la coalició va celebrar unes primàries en les quals va ser elegit Krzysztof Bosak, del Moviment Nacional. Durant la primera volta de les eleccions, Bosak va rebre 1.317.380 vots amb el 6,78%, quedant quart entre onze candidats.
Més endavant, per a les eleccions legislatives de 2023, la Confederació era considerada decisiva per a obtenir la futura majoria en el Sejm. L'aliança va millorar els seus resultats amb el 7.16% i 18 diputats.
Al 2025, la Corona es retiraria de la coalició per diferències amb el candidat a impulsar per a les eleccions presidencials. La Confederació designaria sense eleccions internes a Sławomir Mentzen, de Nova Esperança, com a candidat oficial mentre que la Corona defensava al seu President Grzegorz Braun.

## Membres

### Partits actuals
| Partit | Partit            | Líder            | Ideologia                         | Posició            | MPs     | MEPs   | Entrada               |
| ------ | ----------------- | ---------------- | --------------------------------- | ------------------ | ------- | ------ | --------------------- |
|        | Moviment Nacional | Krzysztof Bosak  | Ultranacionalisme Conservadorisme | Ultradreta         | 7 / 460 | 2 / 51 | 6 de desembre de 2018 |
|        | Nova Esperança    | Sławomir Mentzen | Conservadorisme                   | Dreta a Ultradreta | 8 / 460 | 3 / 51 | 6 de desembre de 2018 |

### Antics membres
| Partit | Partit                      | Ideologia                           | Posició    | Líder                | Entrada               | Sortida                |
| ------ | --------------------------- | ----------------------------------- | ---------- | -------------------- | --------------------- | ---------------------- |
|        | Federació per la República  | Conservadorisme                     | Ultradreta | Marek Jakubiak       | 6 de març de 2019     | 28 de juny de 2019     |
|        | Efectiu                     | Democràcia directa Euroescepticisme |            | Piotr "Liroy" Marzec | 1 de setembre de 2018 | 28 de juny de 2019     |
|        | Llibertaris                 | Llibertarisme                       | Dreta      | Artur Dziambor       | 17 de març de 2022    | 13 de febrer de 2023   |
|        | Partit dels Conductors      | Anti-ecologisme                     | Dreta      | Lech Kędzierski      | 10 d'abril de 2019    | 19 de desembre de 2022 |
|        | Corona                      | Monarquisme                         | Ultradreta | Grzegorz Braun       | 1 de setembre de 2019 | 16 de gener de 2025    |
|        | Unió de Famílies Cristianes | Conservadorisme                     | Ultradreta | Bogusław Rogalski    | 13 d'agost de 2019    | 2024                   |
|        | Lliga Nacional              | Endecja Nacionalisme                | Dreta      | Lech Kędzierski      | 2019                  | 2023                   |

## Resultats electorals

### Sejm
| Any  | Vots      | %         | Escons   | +/– | Govern   |
| ---- | --------- | --------- | -------- | --- | -------- |
| 2019 | 1,256,953 | 6.81 (#5) | 11 / 460 | 11  | Oposició |
| 2023 | 1,547,364 | 7.16 (#5) | 18 / 460 | 7   | Oposició |

### Senat
| Any  | Vots      | %         | Escons  | +/– |
| ---- | --------- | --------- | ------- | --- |
| 2019 | 144,124   | 0.79 (#6) | 0 / 100 | =   |
| 2023 | 1,443,836 | 6.75 (#6) | 0 / 100 | =   |

### Presidencials
| Any  | Candidat         | 1a volta  | 1a volta    | 1a volta | 2a volta | 2a volta | Resultat |
| Any  | Candidat         | Vots      | %           | Pos.     | Vots     | %        | Resultat |
| ---- | ---------------- | --------- | ----------- | -------- | -------- | -------- | -------- |
| 2020 | Krzysztof Bosak  | 1,317,380 | 6,78 / 100  | 4t       |          |          | Derrota  |
| 2025 | Sławomir Mentzen | 2,890,530 | 14,82 / 100 | 3r       | Derrota  |          |          |

### Parlament Europeu
| Any  | Vots      | %          | Escons | +/– | Grup           |
| ---- | --------- | ---------- | ------ | --- | -------------- |
| 2019 | 621,188   | 4.55 (#4)  | 0 / 52 | Nou | –              |
| 2024 | 1,420,287 | 12.08 (#3) | 6 / 53 | 6   | ESN / PfE / NI |